# La emancipada
La emancipada es una novela corta del escritor ecuatoriano Miguel Riofrío, publicada por primera vez en 1863 en el diario quiteño "La Unión". Es considerada como la primera novela publicada en Ecuador. La trama gira en torno a Rosaura, una mujer que es obligada por su padre a casarse con un hombre al que no conoce, por lo que decide rebelarse contra el sistema patriarcal que la oprimía.
La novela explora una amplia gama de ideas liberales de la época, entre las que destacan anticlericalismo, rebelión contra los abusos del sistema patriarcal, defensa de los derechos de la población indígena y necesidad de educación para las mujeres.